# Lee Stringer

Lee Stringer, en junio de 2004, en Nueva Orleans, Luisiana

Lee Stringer es un escritor que, desde principios de los ochenta hasta mediados de los noventa, vivió en Nueva York como un sin techo, padeciendo de un trastorno por consumo de sustancias. Fue editor y columnista de Street News . Sus ensayos y artículos han aparecido en una variedad de publicaciones, incluyendo The Nation, The New York Times y Newsday . Actualmente vive en Mamaroneck, Nueva York . Es el autor de Sleepaway School y Grand Central Winter: Stories from the Street . Con Kurt Vonnegut, participó en una discusión sobre escritura  para el libro  Like Shaking Hands With God . Fue el  ganador del segundo premio anual Murray Kempton de Doe Fund en 1998 y, el mismo año, Grand Central Winter: Stories from the Street fue incluido en el New York Times Book Review Notable Book. Grand Central Winter: Stories from the Street fue nominado también para un Quality Paperback Book Club New Voices Award.
Descubrió su talento cuando buscaba algo con que empujar los filtros de su tubo de crack de un extremo al otro, para poder fumar la resina restante. Lo que encontró fue un lápiz que, posteriormente, usó para escribir una historia corta llamada "No place to call home" y que envió a "Street News". Finalmente, la escritura venció a las drogas como una pasión; Stringer se registró en Project Renewal, Inc., un refugio y centro de tratamiento para personas sin hogar, y con la ayuda recibida pudo dejar su adicción. Su primer libro publicado, que relata sus años en la calle, "Grand Central Winter: Stories From the Street" ( Seven Stories Press, 1997), llegó a la lista de los diez libros más recomendados, tanto de USA Today como del New York Times; se publicó en 18 idiomas y ganó el Washington Irving Award y el Murray Kenton Award.
En 2005, recibió la Lannan Residency Fellowship.

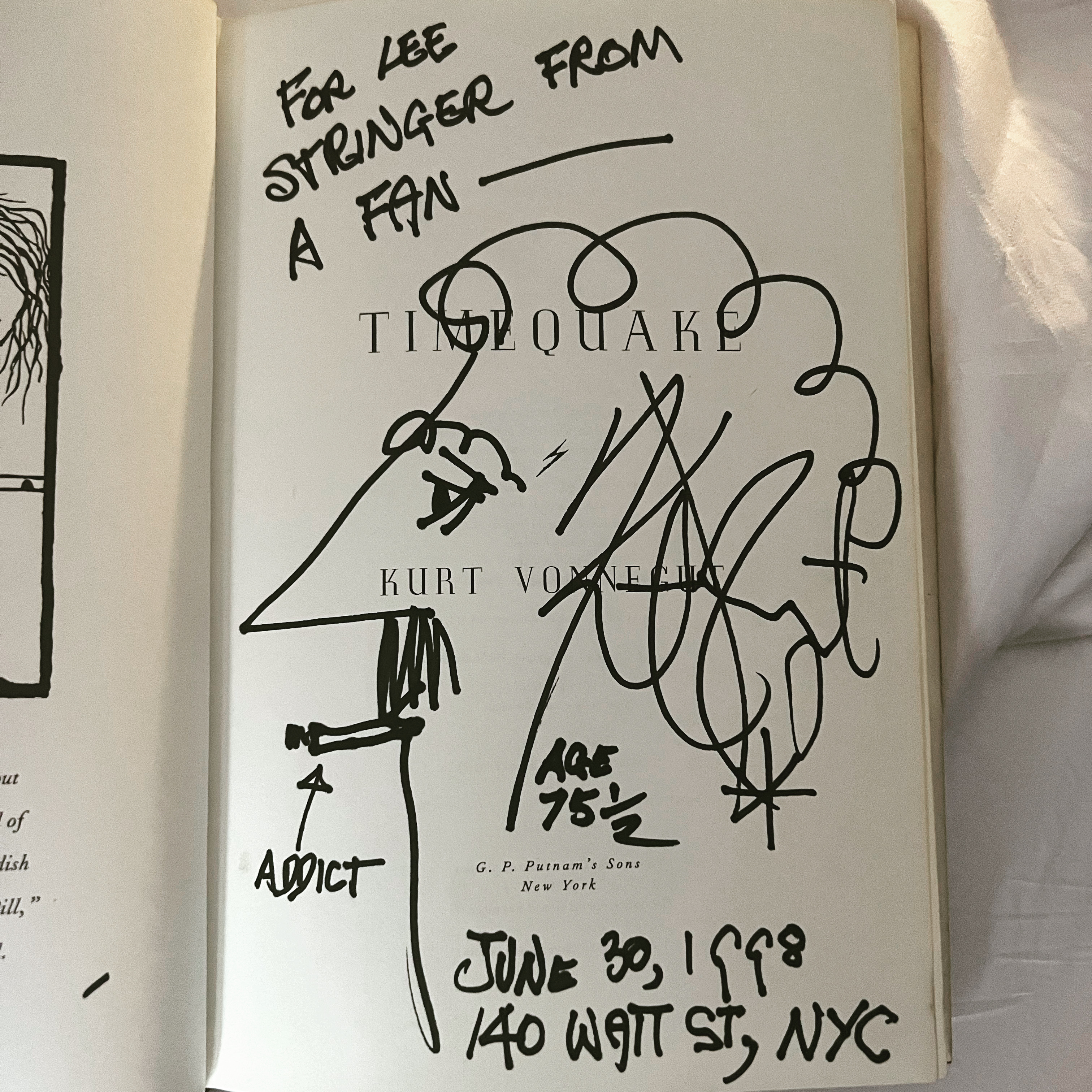
Dedicatoria personalizada de Timequake de Kurt Vonnegut a Lee Stringer, en los tiempos de su colaboración.